# Новые приключения пчёлки Майи (мультсериал)
«Новые приключения пчёлки Майи» (нем. Die Biene Maja) — анимационный детский телесериал, созданный студией 100 Animation совместно с ZDF для Германии и TF1 для Франции. Он основан на рассказах Вальдемара Бонзельса «Приключения пчёлки Майи». После аниме «Пчёлка Майя», транслировавшегося в 1970-е годы, это вторая анимационная адаптация, посвящённая пчёлке Майе.

## Описание
Сериал «Новые приключения пчёлки Майи» создан в трёхмерном пространстве. Самые большие отличия заключаются в персонажах. Разница между существующими персонажами заключается в том, например, что пчёлка Майя живёт возле улья, трутень Вилли живёт на лугу, но ночью спит в улье, а кузнечик Флип, например, уже не является рассказчиком. Мышь Александр отсутствует. Пчёлку Майю упрекали в том, что она ведёт себя скорее как маленький ребёнок, чем тот, кто был первым, а Вилли вёл себя как подросток. Также Майю и Вилли обвиняют в том, что они «похудели».
Ещё одно поразительное отличие заключается в том, что в сериале действие часто происходит в улье, в то время как роль улья в оригинальном сериале была довольно маргинальной. Также имеются несколько упоминаний о соседнем улье. Очень хорошие дружеские отношения между жителями двух ульев упоминаются несколько раз в сериале, в нескольких эпизодах показаны посещение королевой Кристиной улья Майи и даже взаимный обмен между пчелятами.
Длительность каждого эпизода составляет 12 минут. Первоначально каждый эпизод имел в два раза больше хронометража.

## Производство
Кроме студии 100 Animation, в производстве также участвовали телекомпании ZDF из Германии и TF1 из Франции. Режиссёром-постановщиком являлся Патрик Элмендорф.

## Музыкальная тема
Заглавная песня «Die Biene Maja», первоначально написанная композитором Карелом Свободой и автором текста Флорианом Кузано, также являлась музыкальной темой мультсериала. Её исполнителем являлся Карел Готт. Новое издание песни было спродюсировано Жаном Франкфуртером и спето Хеленой Фишер.
С новой версией заглавной песни, которая была выпущена 29 марта 2013 года, Хелен Фишер заняла 78 место в немецких чартах.